# Rem als Jocs Olímpics d'estiu de 1984
Als Jocs Olímpics d'Estiu de 1984 celebrats a la ciutat de Los Angeles (Estats Units d'Amèrica) es disputaren 14 proves de rem, 8 en categoria masculina i 6 en categoria femenina. Les proves tingueren lloc entre els dies 30 de juliol i 5 d'agost de 1984 a les instal·lacions esportives del llac Casitas.
Hi participaren un total de 447 remers, entre ells 256 homes i 161 dones, de 30 comitès nacionals diferents

## Resum de medalles

### Categoria masculina
| Prova                        | Or | Argent | Bronze |
| Scull individual Detalls     | Pertti Karppinen | Peter-Michael Kolbe | Robert Mills |
| Doble Scull Detalls          | Estats UnitsBrad Alan Lewis · Paul Enquist                                                                                            | BèlgicaPierre-Marie Deloof · Dirk Crois | Iugoslàvia Zoran Pancic · Milorad Stanulov |
| Quàdruple Scull Detalls      | RFAAlbert Hedderich · Raimund Hormann · Dieter Wiedenmann · Michael Dursch                                                            | AustràliaPaul Reedy · Gary Gullock · Timothy Mclaren · Anthony Lovrich | CanadàDoug Hamilton · Mike Hughes · Phil Monckton · Bruce Ford                                                                                    |
| Dos sense timoner Detalls    | RomaniaPetru Iosub · Valer Toma | EspanyaFernando Climent · Luis Mari Lasurtegui | NoruegaHans Magnus Grepperud · Sverre Løken |
| Dos amb timoner Detalls      | ItàliaCarmine Abbagnale · Giuseppe Abbagnale · Giuseppe Di Capua                                                                      | RomaniaDimitrie Popescu · Vasile Tomoiaga · Dumitru Raducanu | Estats UnitsKevin Still · Robert Espeseth · Doug Herland                                                                                          |
| Quatre sense timoner Detalls | Regne UnitRichard Budgett · Martin Cross · Adrian Ellison · Andy Holmes · Steve Redgrave                                              | Estats UnitsEdward Ives · Thomas Kiefer · Michael Bach · Greg Springer · John Stillings                                                                                      | Nova ZelandaBrett Hollister · Kevin Lawton · Barrie Mabbott · Don Symonds · Ross Tong                                                             |
| Quatre amb timoner Detalls   | Nova ZelandaLeslie O'Conell · Shane O'Brien · Conrad Robertson · Keith Trask                                                          | Estats UnitsDavid Clark · Jonathan Smith · Philip Stekl · Alan Forney | DinamarcaMichael Jessen · Lars Nielsen · Per Rasmussen · Erik Christiansen                                                                        |
| Vuit amb timoner Detalls     | CanadàBlair Horn · Dean Crawford · Michael Evans · Paul Steele · Grant Main · Mark Evans · Kevin Neufeld · Pat Turner · Brian McMahon | Estats UnitsWalter Lubsen · Andrew Sudduth · John Terwilliger · Christopher Penny · Thomas Darling · Fred Borchelt · Charles Clapp III · Bruce Ibbetson · Robert Jaugstetter | AustràliaCraig Muller · Clyde Hefer · Samuel Patten · Tim Willoughby · Ian Edmunds · James Battersby · Ion Popa · Stephen Evans · Gavin Thredgold |

### Categoria femenina
| Prova                               | Or | Argent | Bronze |
| Scull individual Detalls            | Valeria Racila | Charlotte Geer | Ann Haesebrouck |
| Doble Scull Detalls                 | RomaniaMariora Popescu · Elisabeta Oleniuc | Països BaixosGreet Hellemans · Nicolette Hellemans | CanadàDaniele Laumann · Silken Laumann |
| Quàdruple Scull amb timoner Detalls | RomaniaTitie Taran · Anisoara Sorohan · Ioana Badea · Sofia Corban · Ecaterina Oancia                                                                              | Estats UnitsAnne Marden · Lisa Rohde · Joan Lind · Virginia Gilder · Kelly Rickon                                                                                               | DinamarcaHanne Eriksen · Birgitte Hanel · Charlote Koefoed · Bodil Steen Rasmussen · Jette Hejli Sørensen                                                                                     |
| Dos sense timoner Detalls           | RomaniaRodica Arba · Elena Horvat | CanadàElizabeth Craig · Tricia Smith | RFAEllen Becker · Iris Völkner |
| Quatre amb timoner Detalls          | RomaniaFlorica Lavric · Maria Friciolu · Chira Apostol · Olga Bularda · Viorica Ioja                                                                               | CanadàMarilyn Brain · Angie Schneider · Barbara Armbrust · Jane Tregunno · Lesley Thompson                                                                                      | AustràliaRobin Grey-Gardner · Karen Brancourt · Susan Chapman · Margot Foster · Susan Lee |
| Vuit amb timoner Detalls            | Estats UnitsKristen Thorsness · Kristine Norelius · Shyril O'Steen · Carie Graves · Kathryn Keeler · Harriet Metcalf · Betsy Beard · Carol Bower · Jeanne Flanagan | RomaniaMarioara Trasca · Lucia Sauca · Doina Liliana Snep-Balan · Aneta Mihaly · Aurora Plesca · Camelia Diaconescu · Viorica Ioja · Mihaela Armasescu · Adriana Bazon-Chelariu | Països BaixosWiljon Vaandrager · Marieke van Drogenbroek · Harriet van Ettekoven · Catharina Neelissen · Anne Quist · Nicolette Hellemans · Martha Laurijsen · Greet Hellemans · Lynda Cornet |

## Medaller
| Posició | País          | Or | Argent | Bronze | Total |
| 1       | Romania       | 6  | 2      | 0      | 8     |
| 2       | Estats Units  | 2  | 5      | 1      | 8     |
| 3       | Canadà        | 1  | 2      | 3      | 6     |
| 4       | RFA           | 1  | 1      | 1      | 3     |
| 5       | Nova Zelanda  | 1  | 0      | 1      | 2     |
| 6       | Finlàndia     | 1  | 0      | 0      | 1     |
| 6       | Itàlia        | 1  | 0      | 0      | 1     |
| 6       | Regne Unit    | 1  | 0      | 0      | 1     |
| 9       | Austràlia     | 0  | 1      | 2      | 3     |
| 10      | Bèlgica       | 0  | 1      | 1      | 2     |
| 10      | Països Baixos | 0  | 1      | 1      | 2     |
| 12      | Espanya       | 0  | 1      | 0      | 1     |
| 13      | Dinamarca     | 0  | 0      | 2      | 2     |
| 14      | Iugoslàvia    | 0  | 0      | 1      | 1     |
| 14      | Noruega       | 0  | 0      | 1      | 1     |